# بنیادگرایی اسلامی
بُنیادگرایی اسلامی یا اصول‌گرایی اسلامی (به انگلیسی: Islamic fundamentalism) به عنوان جنبشی احیاگر و اصلاح‌طلب از سوی طیفی از مسلمانان تعریف شده که هدفشان بازگشت به متون مقدس اسلام است. این اصطلاح در کنار عباراتی مانند اسلام‌گرایی، احیای اسلامی، قطب‌گرایی، افراط گرایی اسلامی، استفاده شده است، اما در کنار همه این‌ها به لفظی با بار معنایی منفی نیز تعبیر گردیده است، منتقدان باور دارند که این اصطلاح توسط خارجی‌ها استفاده می‌شود و در عوض باید از اصطلاحات با بار مثبتی مانند کنشگری اسلامی یا احیای اسلامی استفاده کنند.
برخی از اعتقادات منسوب به بنیادگرایان اسلامی این است که منابع اولیه اسلام (قرآن، حدیث و سنت) را باید به صورت تحت اللفظی و اصیل تفسیر کرد. «فساد» نهفته در رفتارهای غیراسلامی باید از همه بخشهای زندگی مسلمانان حذف شود و اینکه جوامع، اقتصاد و حکومت کشورهای مسلمان نشین به مبانی اسلام و نظام اسلام برگردند و به دولت اسلامی تبدیل شوند.